# Wycena nieruchomości podejściem porównawczym
Wycena nieruchomości podejściem porównawczym – podejście porównawcze oparte jest na podobnych transakcjach wolnorynkowych w tej samej lub podobnej okolicy i przeprowadzenia porównań z nieruchomością wycenianą dla skorygowania różnic. Gdy nieruchomości wytypowane do porównania są bardzo podobne do nieruchomości wycenianej, to prawdopodobieństwo uzyskania poprawnej wartości jest duże.
W podejściu porównawczym zachodzi konieczność zebrania tych informacji – jest to wizja lokalna, bez których wycena jest obarczona błędem. Dla cen transakcyjnych należy zachować szczególne warunki obiektywności porównań.
Na cenę transakcyjną mogą mieć wpływ:
- nadzwyczajne interesy kupującego lub sprzedającego,
- szczególne związki pokrewieństwa,
- nieznane koszty,
- szczególne warunki płatności,
- nieznane podatki i należności.

W zastosowaniu tego podejścia muszą wystąpić następujące kryteria obiektywności:
- ceny kupna – sprzedaży, muszą być wolne od niezwykłych lub osobistych stosunków między kupującym a sprzedającym,
- cena transakcyjna – musi być wolna od innych wpływów, niż obiektywnie podyktowanych przez rynek,
- Możliwe jest przyjęcie do porównań cen transakcyjnych, których nie są wolne od niezwykłych, osobistych lub innych wpływów, pod warunkiem, że rzeczoznawca zna ich oddziaływanie na cenę i zostanie to uwzględnione przez odpowiednie korekty.

## Metody w podejściu porównawczym
1. Metoda porównywania nieruchomości parami.
2. Metoda skorygowanej ceny średniej.
3. Metoda analizy statystycznej rynku.

W metodzie porównywania nieruchomości parami porównuje się nieruchomości wycenianą, kolejno z nieruchomościami z obrotu rynkowego, których ceny i cechy wpływające na ich wartość są znane.
W metodzie skorygowanej ceny średniej przyjmuje się do porównań grupę nieruchomości, które zostały wyodrębnione zostały jako próbka reprezentatywna na lokalnym rynku.
Metoda analizy statystycznej rynku przyjmuje się do porównań około 100 nieruchomości.

## Informacje o transakcjach w Polsce
W Polsce istnieje problem ograniczonej ilości informacji o transakcjach z rynku, stanowiących podstawę wyceny w podejściu porównawczym. Rynek polski charakteryzuje się tym, że w miarę poprawnie można przyjmować ceny maksymalnie z jednego roku.
Brak informacji w poszczególnych regionach dotyczy głównie informacji takich jak:
- położenie nieruchomości (cechy lokalizacji nieruchomości w ramach dzielnicy),
- szczególne cechy położenia działki i możliwość zabudowy dla określonego lub możliwego celu,
- ukształtowanie terenu (korzystne lub niekorzystne spadki), rodzaje podłoża gruntowego, kształt działki,
- sposób użytkowania terenów przyległych i ich zagospodarowania,
- środowisko,
- położenie i szeroko pojęta dostępność,
- istotne cechy zabudowy i części składowych,
- infrastruktura.